# NGC 1483
NGC 1483 ist eine spiralförmige Zwerggalaxie vom Hubble-Typ SBbc im Sternbild Horologium am Südsternhimmel. Sie ist schätzungsweise 44 Millionen Lichtjahre von der Milchstraße entfernt und hat einen Durchmesser von etwa 20.000 Lichtjahren. Gemeinsam mit fünf weiteren Galaxien ist sie Mitglied der NGC 1493-Gruppe (LGG 106). 	
Das Objekt wurde am 2. September 1826 von James Dunlop entdeckt.